# Fundacja Festina Lente
Fundacja Festina Lente – polska fundacja upowszechniająca czytelnictwo poprzez wykorzystanie nowoczesnych urządzeń elektronicznych (komputery, tablety, e-czytniki, smartfony, odtwarzacze MP3), zgodnie z hasłem: „Książki, które idą tam gdzie Ty”. FFL prowadzi działalność wydawniczą, edukacyjną i charytatywną. Fundacja tworzy literackie aplikacje multimedialnych dla dzieci oraz wydaje książki hybrydowe. Istnieje od 2005 roku, a prezesem zarządu jest Jolanta Karwowska.
FFL prowadzi dwa portale z bezpłatnymi e-książkami: iCzytam (dla dzieci 2-12 lat) i Chmura Czytania (dla dorosłych czytelników),  a także portal audiowizualny Teatr w Kieszeni. FFL patronuje księgarni „Kartalia” w Warszawie. Uczestniczy w seminariach poświęconych książkom elektronicznym (m.in. „Kierunek e-książka”, Łódź 2014).  Jest wystawcą na targach książki m.in. w Bolonii, Londynie, Warszawie, Krakowie.

## Wybrane projekty
- BIBLIOTEKA iCZYTAM – to stale rozbudowywany zbiór audiobooków i e-booków z literaturą dziecięcą, polecaną przez ekspertów. Wszystkie pozycje opracowywane są  przez zespół FFL i udostępniane bezpłatnie na portalu iCzytam.  Płyta zawierająca 53 godziny audiobooków z literaturą dziecięcą, wydanych przez FFL, została rozesłana do ok. 1300 polskich bibliotek publicznych i pedagogicznych (2012).

- CHMURA CZYTANIA – odpowiednik Biblioteki iCzytam dla dorosłych czytelników.

- KSIĄŻKA ZA UŚMIECH – akcja dobroczynna prowadzona przy współpracy wolontariuszy Fundacji „Dr Clown”. Pacjenci szpitali dziecięcych otrzymują książki, audiobooki i urządzenia elektroniczne do odtwarzania e-książek.

- DZIECI-KSIĄŻKI-MULTIMEDIA (Warszawa, 2012) – konferencja poświęcona czytelnictwu wśród najmłodszych zorganizowana dla pedagogów,  literatów, grafików, dziennikarzy, wydawców.

- KONKURS NA OPOWIADANIE O PRZYJAŹNI – otwarty konkurs na utwór literacki dla dzieci, na który wpłynęło ponad 500 prac z całego świata (2012).

- NOWE OPOWIEŚCI CZYTASIA (2012-2013) –  cykl widowisk multimedialnych, organizowanych we współpracy z warszawskim Teatrem Lalka. Spektaklom towarzyszą konkursy,  kiermasze książek i pokazy e-książek dla dzieci. Nagrania wybranych spektakli można oglądać bezpłatnie na portalu Teatr w Kieszeni.

- WEEKEND Z KSIĄŻKĄ PRZYSZŁOŚCI (od 2013) – spotkania dla dzieci, rodziców i nauczycieli w warszawskiej księgarni Kartalia; pokaz książek multimedialnych, zajęcia plastyczne, konkursy.

- ZMIEŃ CZEKANIE NA CZYTANIE (od 2013) – akcja zapoczątkowana we współpracy z Lotniskiem Chopina w Warszawie; bezpłatne udostępnianie e-książek FFL tysiącom pasażerom podróżującym z dziećmi.

- KLUB CZYTASIA (od sierpnia 2014) – ogólnokrajowa akcja promocji czytelnictwa dziecięcego w miejscach publicznych (kawiarnie, księgarnie, banki, poczekalnie itp.); tworzenie sieci miejsc, w których dziecko czyta, rysuje, słucha i gra (seria bezpłatnych książek ColorAudio; pierwsze 2000 egz. sponsorowanych przez FFL; kody QR w kolorowankach dają dostęp do audiobooków i aplikacji z portalu iCzytam).

## Działalność wydawnicza
FFL wydaje książki hybrydowe (ten sam tytuł opracowany w wersji książki tradycyjnej, audiobooka, e-booka, aplikacji multimedialnej; na smart fony, komputery i tablety); zapewnia redakcję tekstu i grafiki, montaż nagrań lektorskich, realizację oprawy dźwiękowej, animację obrazu. Wśród artystów współpracujących z FFL znajdują się znani aktorzy (m.in. Piotr Fronczewski, Artur Barciś), ilustratorzy (m.in. Józef Wilkoń, Agata Dudek) i kompozytorzy (m.in.Weronika Ratusińska, Sławomir Zamuszko). FFL sięga do klasyki literatury dziecięcej (Na jagody Konopnickiej), do pozycji dawno niewznawianych (Młynek do kawy Gałczyńskiego) i premierowych (Żółte, zielone, czerwone, niebieskie, niezwykłe przygody Stefana i Franciszki Themersonów). Inicjuje i wydaje przekłady polskiej literatury dziecięcej na język angielski (Chory kotek – The Sick Kitten Jachowicza, tłum. Antonia Lloyd-Jones). 
Do dorosłych czytelników kierowane są cyfrowe edycje literatury polskiej i obcej, w tym utworów mniej znanych (m.in. Faunessy Marii-Jehanne Walewskiej, komplet Sonetów Szekspira w przekładzie Jana Kasprowicza). 
Unikatową propozycją wydawniczą dla dzieci są literackie aplikacje multimedialne – interaktywne bajki, animowane, udźwiękowione, zawierające gry i zagadki edukacyjne związane z treścią, ćwiczące spostrzegawczość i sprawność manualną dziecka (m.in. Dziad i baba Kraszewskiego, Bajka o niedźwiedziach, niedźwiedziątku i o małym złotowłosym dziewczątku Arnsztajnowej).
Polskim dystrybutorem aplikacji multimedialnych FFL jest Kartalia, a dystrybutorem zagranicznym – Watercolour Media.